# Michal (Vorname)
Michal ist je nach Herkunft ein männlicher oder weiblicher Vorname.

## Herkunft und Bedeutung

### Weiblicher Vorname
Der Name Michal leitet sich vom hebräischen Namen מִיכַל mîḵal ab, dessen genaue Etymologie unsicher ist. Möglicherweise handelt es sich um eine Kurzform von מִיכָיָהוּ miḵājāhū. Dieser Name setzt sich aus den Elementen מִי mî „wer“, כְּ־ kə- „wie“ und dem Gottesnamen יהוה jhwh zusammen und bedeutet: „Wer ist wie der Herr?“ Möglich ist auch eine Kurzform des verwandten Namens מִיכָאֵל mîḵāʾēl.
Ebenfalls möglich ist eine Herleitung über den ugaritischen Gottesnamen MLK, oder ein Zusammenhang mit der Wurzel יכל jḵl „können“, „vermögen“ oder dem Appellativum מִיכַל mîḵal „Bach“, „Strom“.
In der Bibel trägt Michal, die Tochter Sauls, diesen Namen (1 Sam 14,49  u. ö.).

### Männlicher Vorname
→ Hauptartikel: Michael
Beim männlichen Namen Michal handelt es sich um die tschechische und slowakische Form des hebräischen Namens מִיכָאֵל mîḵāʾēl. Die polnische Variante lautet Michał.

## Verbreitung

### Weiblicher Vorname
In Israel hat sich Michal unter den beliebtesten Mädchennamen etabliert. Im Jahr 2019 belegte der Name Rang 19 in den Hitlisten.

### Männlicher Vorname
Michal hat sich in Tschechien bereits seit über 80 Jahren unter den 100 beliebtesten Jungennamen etabliert. Besonders häufig wurde er von Mitte der 1970er Jahre bis zur Jahrtausendwende vergeben. Seitdem nimmt seine Popularität leicht ab, jedoch lag der Name im Jahr 2016 immer noch auf Rang 16 der Vornamenscharts. Auch in Polen gehört der Name zu den 20 beliebtesten Jungennamen. In der Slowakei ist der Name ebenfalls weit verbreitet.

## Varianten

### Weiblicher Vorname
- Deutsch: möglicherweise Michaja, Michaela
  - Männlich: möglicherweise Micha
- Französisch: Mical, Mikal
- Griechisch: Μελχόλ Melchól, Μιχαλη Michalē
- Hebräisch: מִיכַל mîḵal, möglicherweise מִיכָיָהוּ miḵājāhū
  - Männlich: möglicherweise מִיכָה miḵāh
- Italienisch: Micol
  - Latein: Michol
- Portugiesisch: Mical
- Rumänisch: Mihal
- Schwedisch: Mikal
- Spanisch: Mical
- Ungarisch: Mikál

### Männlicher Vorname
siehe Michael #Varianten

## Namensträger

### Michal

#### Weiblicher Vorname
- Michal, Tochter Sauls und Ehefrau Davids
- Michal Amdursky (* 1975), israelische Tänzerin
- Michal Grinstein-Weiss, israelisch-US-amerikanische Wissenschaftlerin
- Michal Zamir (* 1964), israelische Schriftstellerin

#### Männlicher Vorname
- Michal Altrichter (* 1965), tschechischer religiöser Wissenschaftler und Priester
- Michal Dočolomanský (1942–2008), slowakischer Film- und Theaterschauspieler
- Michal Gavenčiak (* 1979), tschechischer Poolbillardspieler
- Michal Hanek (* 1980), slowakischer Fußballspieler
- Michal Hornstein (1920–2016), kanadischer Unternehmer, Kunstsammler und Philanthrop polnischer Herkunft
- Michal Hvorecký (* 1976), slowakischer Autor und Journalist
- Michal Jordán (* 1990), tschechischer Eishockeyspieler, Medaillengewinner bei Olympia
- Michal Kolomazník (* 1976), tschechischer Fußballspieler
- Michal Kopčo (* 1988), slowakischer Handballspieler
- Michal Kováč (1930–2016), slowakischer Politiker
- Michal Lobkowicz (* 1964), tschechischer Politiker
- Michal Němec (* 1980), tschechischer Skibergsteiger
- Michal Papadopulos (* 1985), tschechischer Fußballspieler
- Michal Pešek (1959–2012), tschechischer Schauspieler
- Michal Sadílek (* 1999), tschechischer Fußballspieler
- Michal Smola (* 1981), tschechischer Orientierungsläufer
- Michal Wituschka (1907–1945), belarussischer Nazikollaborateur

### Michał
- Michał Bajor (* 1957), polnischer Schauspieler
- Michał Bąkiewicz (* 1981), polnischer Volleyballspieler
- Michał Boym (um 1612–1659), polnischer Wissenschaftler, Missionar in China
- Michał Czarnecki (* 1988), polnischer Poolbillardspieler
- Michał Dziubański (* 1971), polnischer Tischtennisspieler
- Michał Haratyk (* 1992), polnischer Leichtathlet
- Michał Hórnik (1833–1894), sorbischer Geistlicher
- Michał Jach (* 1951), polnischer Politiker
- Michał Janicki (* 1982), polnischer Fußballspieler
- Michał Kalecki (1899–1970), polnischer Ökonom
- Michał Klepfisz (1913–1943), polnischer Widerstandskämpfer
- Michał Krasenkow (* 1963), polnischer Schachmeister
- Michał Kwiatkowski (* 1990), polnischer Radrennfahrer
- Michał Lorenc (* 1955), polnischer Filmkomponist
- Michał Mak (* 1991), polnischer Fußballspieler
- Michał Piecha (* 1979), polnischer Biathlet
- Michał Radziejowski (1645–1705), Erzbischof von Gniezno
- Michał Rozmys (* 1995), polnischer Leichtathlet
- Michał Marian Siedlecki (1873–1940), polnischer Meeresbiologe
- Michał Spisak (1914–1965), polnischer Komponist
- Michał Turkowski (* 1982), polnischer Poolbillardspieler
- Michał Urbaniak (* 1943), polnischer Jazz-Musiker
- Michał Warczyński (* 1945), polnischer Theologe
- Michał Wierba (*  1986), polnischer Jazzmusiker
- Michał Żebrowski (* 1972), polnischer Schachspieler
- Michał Żewłakow (* 1976), polnischer Fußballspieler
- Michał Zieliński (* 1984), polnischer Fußballspieler
- Michał Zieliński (Snookerspieler) (* 1992), polnischer Snookerspieler
- Michał Żyro (* 1992), polnischer Fußballspieler